# Чимба Олександр Манигійович
Олександр Манигійович (Сарик-Донгак) Чимба (1906, містечко Ийгилак, Хемчицький Даа-хошун, Танну-Урянхай, Імперія Цін, тепер село Ергі-Барлик Барун-Хемчицького кожууну, Тува, Російська Федерація — червень 1984, місто Кизил, Тува, Російська Федерація) — радянський діяч, голова Ради міністрів Тувинської Народної Республіки, голова виконавчого комітету Тувинської обласної ради. Депутат Верховної ради СРСР 1—5-го скликань (у 1945—1962 роках).

## Біографія
Народився в 1906 році (за офіційними даними — 24 січня 1908 року) в родині сторожа копальні Сариг-Донгака. У 1928 став членом Тувинської революційної Спілки молоді. У 1930 році брав участь у придушенні другого хемчицького повстання. До 1931 року працював пастухом та столяром.
У вересні 1931 — травні 1935 року — студент монголо-тувинської секції Комуністичного університету трудящих Сходу в Москві.
Член Тувинської народно-революційної партії з 1935 року.
З 1935 року працював перекладачем на курсах медсестер, за сумісництвом викладав історію в навчальному комбінаті. З листопада 1935 року виконував обов'язки директора єдиного в Кизилі лікувального закладу.
З 1936 року — голова Комітету з друку, голова Вченого комітету Тувинської Народної Республіки. Брав активну участь у створенні тувинського алфавіту.
У вересні 1938 — 22 червня 1941 року — міністр торгівлі та промисловості Тувинської Народної Республіки.
22 червня 1941 — 13 жовтня 1944 року — голова Ради міністрів Тувинської Народної Республіки та міністр закордонних справ Тувинської Народної Республіки.
Член ВКП(б) з 1944 року.
13 жовтня 1944 — 3 лютого 1961 року — голова виконавчого комітету обласної ради Тувинської автономної області.
У 1961 — травні 1963 року — завідувач Тувинської обласної контори Державного банку СРСР.
З травня 1963 року — заступник начальника Тувинського гірничорудного комбінату Красноярського раднаргоспу; директор Державного архіву Тувинської АРСР.
Потім — персональний пенсіонер у місті Кизилі.
Помер у червні 1984 року в Кизилі.

## Нагороди
- чотири ордени Леніна
- орден Республіки (Тува)
- медаль «За трудову доблесть»
- Мала золота медаль ВДНГ
- Почесний громадянин Кизила
- Почесний громадянин с. Цілинне